# 陈垣
陈垣（1880年11月12日—1971年6月21日），字援庵，号励耘主人，广东新会人，中国宗教史学家，歷任輔仁大學、北京師範大學校長，燕京大學「哈佛－燕京學社」研究所首任所長。陳垣以《元也里可温考》一文成名，在宗教史、校勘學、考古學方面均有相當成就。嚴耕望將其與錢穆、呂思勉、陳寅恪並稱為「現代四大史學家」。

## 生平
陳垣籍貫广东廣州府新會縣頭鄉坑塘里。1886年，隨父到廣州入學館讀書，陳垣反感私塾教育經常轉學，12歲時轉至閩漳會館的学馆讀書。在這裡陳開始閱讀张之洞《书目答问》，還有清修《四库全书总目提要》。1898年，在蒙館教課；1901年，中秀才，應科舉縣試不第，次年補為廩生，但科舉隨機被廢陳垣也放棄了科舉。1905年，《華工禁例》期滿在廣州創辦《時事畫報》，议论时政，鼓吹革命思想。1907年。考入廣州博濟醫學堂，兼任振德中學教師。因憤於美籍教師歧視中國學生，1908年，離開博濟，與友人集資創辦光華醫學院，並任理事，至1910年畢業，留校任教。1911年，創辦〔震旦日報〕，任該報副刊〔雞鳴錄〕主編。辛亥革命成功之後，於1913年當選国会眾議員，次年到北京，從此放棄醫學，從事史學研究。1919年，在北京缸瓦市教堂受洗加入基督新教。1920年，創辦「北京孤兒工讀園」，任園長。1921年出任中華民國教育部次長兼京師圖書館館長，並創辦「平民中學」，任校長兼教文史。後覺政治腐敗，留居北京，從事歷史研究與教育工作。1922年5月，陈垣辞去教育部次长、京师图书馆馆长等政府职务，全身心投入史学研究与教育，在北大，燕大，北師大教授國學和史學課程。1924年，甲子政變後，陈垣參與清廷善後事務及故宮博物院的籌辦。
1926年，受英敛之临终托付，陈垣入辅仁学社与公教大学。1929年，任輔仁大學校長。1935年，當選中研院評議員。七·七盧溝橋事變後，陈垣留在北京，輔仁大學並未和其他學校一樣南遷而是在日佔區繼續辦學。1939年初，在故宫古物陈列所发现《嘉兴藏》，與《嘉兴藏目录》對校，发现木忞的《北游集》，自此重視和尚語錄，撰《语录与顺治宫廷》、《顺治皇帝出家》。陳垣發現《旧五代史》輯本传写脱误，因撰《旧五代史辑本发覆》，曰：“一百五十年来，学者承诵引据，以为薛史真本如此，信奉不疑，而孰料其改窜至于如此。今特著其忌改之例，以发其覆。” 陳垣还曾与胡适论杨守敬《水经注疏》的成书年代，胡适于1948年8月14日写成《跋杨守敬论水经注案的手札两封》，陳垣則認光绪二十三年丁酉（1897年）四月尚無《水经注疏》。1948年，當選為中央研究院第一屆院士。
1949年，中共占领北平後，陳垣就積極響應社會主義改造，政治思想轉向，閱讀毛澤東等人的著作。9月，參加政協。1950年2月8日，陈垣在《人民日报》发表文章《美国从来就是我们的敌人》响应三视教育运动。文章指出：“社会上还有些人有‘崇美’‘恐美’心理”，“凡是‘崇美’的，是因为没有民族的自尊心。凡是‘恐美’的，是没有民族的自信心。”11月21日，陳帶領輔大師生宣傳抗美援朝。1951年2月，當選北京人大代表。5月，陳與一眾知識分子赴西南“新解放區”參加土地改革，任總團長。9月回京後便投入到思想改造運動中，總結自己的思想變化。11月，毛澤東在懷仁堂舉行國宴時，向別人介紹說：“這是陳垣，讀書很多，是我們國家的國寶。”
1952年，院系调整中天主教辅仁大学大部并入北京師範大學後，他續任北京師範大學校長。這時陳垣也和北師大黨委書記何錫麟和教務長丁浩川相識共事。1954年，陳垣擔任中國科學院歷史研究所二所所長，負責隋唐至鴉片戰爭的研究，同時任中國史學會理事。

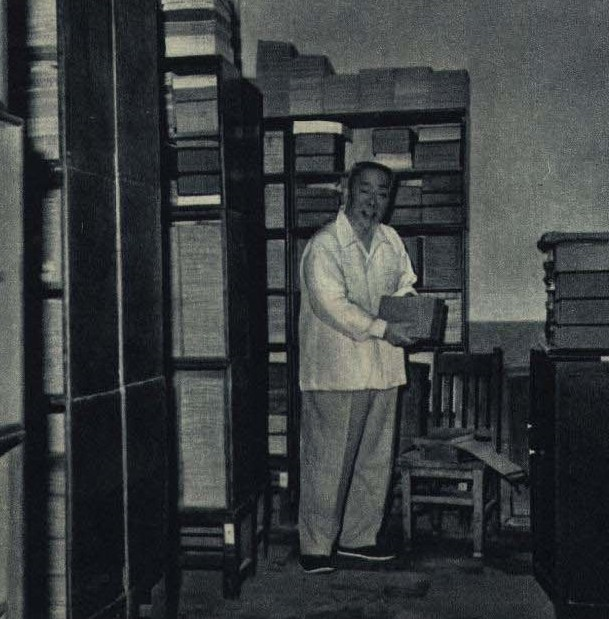
1962年 历史学家陈垣

同年，中国史学会公布第一届理事会名单，郭沫若担任主席，吴玉章、范文澜担任副主席，他担任常务理事。史学会成立后，即着手编辑《中国近代史资料丛刊》，由徐特立、范文澜、翦伯赞、陈垣、郑振铎、向达、胡绳、吕振羽、华岗、邵循正、白寿彝为总编辑委员。1959年1月28日，加入中國共產黨。1960年後他參與的政治活動越來越少，學術活動多了起來。文化大革命時陳垣幾次被抄家，差點因為和劉少奇的合影而被定罪，並且被逼寫了幾次檢討悔過書張貼於北師大，而後遭到軟禁。
1971年6月21日，於家中去世，葬於八寶山革命公墓。

## 著作
- 二十史朔闰表，中华书局，1962
- 释氏疑年录，中华书局，1988
- 道家金石略，文物出版社，1988
- 南宋初河北新道教考，中华书局，1989
- 清初僧诤记，中华书局，1989
- 元西域人华化考，上海古籍出版社 ，1999
- 明季滇黔佛教考（全二册），河北教育出版社，2003
- 史讳举例，中华书局，2004
- 校勘学释例，中华书局，2004
- 中国佛教史籍概论，上海书店出版社，2005
- 通鉴胡注表微，商务印书馆，2011
- 史源学实习及清代史学考证法，商务印书馆，2014
- 中国史学名著评论，商务印书馆，2014

## 家庭
陈垣祖籍廣東省新會縣石头鄉，先祖為中原南逃難民；祖父名海学（1810年-1878年），是药材商人，在广州开设陈信义药材行；祖母锺氏、黄氏（1833年—1921年）。父親名维启（1854年—1909年），也是药材商人；陈垣的母親為周氏（1858年—1934年）；过继父名维举（1853年—1886年），实为三伯，过继母為李氏（1857年-1947年）。
陈垣一生有三位夫人：光緒二十二年（1896年），年僅十七歲的陈垣与邻乡篁边的邓泽如之堂侄女邓珍安（1882年—1966年5月）成婚。光緒二十九年（1903年）在家乡娶吴淑媛（1884年-1912年）为平妻。1913年，陈垣与徐蕙龄（1892年—1966年5月）结婚。两人一起生活时间最长，直到1948年两人感情不和而分居。
陈垣共有有十一名子女：其中桂辛、博、约之為邓氏所生，仲益、利、让、潜為吴氏所生，善、容、慈、冬為徐氏所生。
- 陈桂辛（1899年—？），长女。
- 陈博（1902年—1990年7月20日），长子，后改名乐素，著名历史学家、教育家。
- 陈仲益（1904年—1970年），次子，死于肺癆。
- 陈利（1908年—1932年），次女，死于肺癆。
- 陈约之（1909年—？），三子。
- 陈让（1910年—1931年），四子，死于肺癆。
- 陈潜（1912年—1947年），三女，死于肺癆。
- 陈善（1914年—？），四女。
- 陈容（1916年—？），五子。
- 陈慈（1918年—？），五女。
- 陈冬（1921年—？），六女。

## 腳註
1. 1 2 3 4 5 6 7  牛润珍（1999年）
2. ↑  《陈垣学术论文集》第二集，第149页。
3. ↑  陈垣. . 中华人民共和国国史网. 1950-12-08  [2020-07-01]. （原始内容存档于2021-03-11）.
4. ↑  目录（2002年）